# كأس بلغاريا 2008–09
كأس بلغاريا 2008–09 (بالبلغارية: Купа на България по футбол 2008/09)‏ هو موسم من كأس بلغاريا. أشرف على تنظيمه اتحاد بلغاريا لكرة القدم، وفاز فيه نادي ليتكس لوفتش.